# Борак (Омиш)
Борак (хорв. Borak) — населений пункт у Хорватії, у Сплітсько-Далматинській жупанії у складі міста Омиш.

## Населення
Населення за даними перепису 2011 року становило 158 осіб.
Динаміка чисельності населення поселення:

## Клімат
Середня річна температура становить 15,23 °C, середня максимальна – 27,47 °C, а середня мінімальна – 3,22 °C. Середня річна кількість опадів – 833 мм.
| Клімат поселення                              | Клімат поселення | Клімат поселення | Клімат поселення | Клімат поселення | Клімат поселення | Клімат поселення | Клімат поселення | Клімат поселення | Клімат поселення | Клімат поселення | Клімат поселення | Клімат поселення | Клімат поселення |
| Показник                                      | Січ.             | Лют.             | Бер.             | Квіт.            | Трав.            | Черв.            | Лип.             | Серп.            | Вер.             | Жовт.            | Лист.            | Груд.            |                  |
| Середній максимум, °C                         | 11,42            | 11,52            | 13,98            | 17,24            | 21,93            | 25,68            | 27,32            | 27,47            | 23,17            | 19,05            | 14,32            | 11,54            |                  |
| Середня температура, °C                       | 7,34             | 7,42             | 9,89             | 13,14            | 17,85            | 21,57            | 24,44            | 24,60            | 20,30            | 16,18            | 11,45            | 8,65             |                  |
| Середній мінімум, °C                          | 3,22             | 3,33             | 5,78             | 9,04             | 13,72            | 17,47            | 21,56            | 21,73            | 17,42            | 13,30            | 8,55             | 5,77             |                  |
| Норма опадів, мм                              | 75               | 64               | 71               | 70               | 58               | 50               | 34               | 49               | 70               | 92               | 107              | 93               |                  |
| Середньомісячна швидкість вітру, м/с          | 3.26             | 3.54             | 3.63             | 3.32             | 2.93             | 2.65             | 2.70             | 2.53             | 2.86             | 2.99             | 3.70             | 3.65             |                  |
| Середньомісячна сонячна радіація, кДж/м²·день | 5539             | 8237             | 11877            | 16413            | 20372            | 23092            | 24776            | 21783            | 16171            | 10408            | 5967             | 4674             |                  |
| --------------------------------------------- | ---------------- | ---------------- | ---------------- | ---------------- | ---------------- | ---------------- | ---------------- | ---------------- | ---------------- | ---------------- | ---------------- | ---------------- | ---------------- |
| Джерело:                                      |                  |                  |                  |                  |                  |                  |                  |                  |                  |                  |                  |                  |                  |